# لياندرو ميركادو
لياندرو ميركادو (بالإسبانية: Leandro Mercado)‏ مواليد 15 فبراير 1992 في الأرجنتين، هو متسابق دراجات نارية أرجنتيني. نافس في بطولة العالم للسوبربايك.

## روابط خارجية
- لياندرو ميركادو على موقع WorldSBK.com (الإنجليزية)